# 체헬 소툰

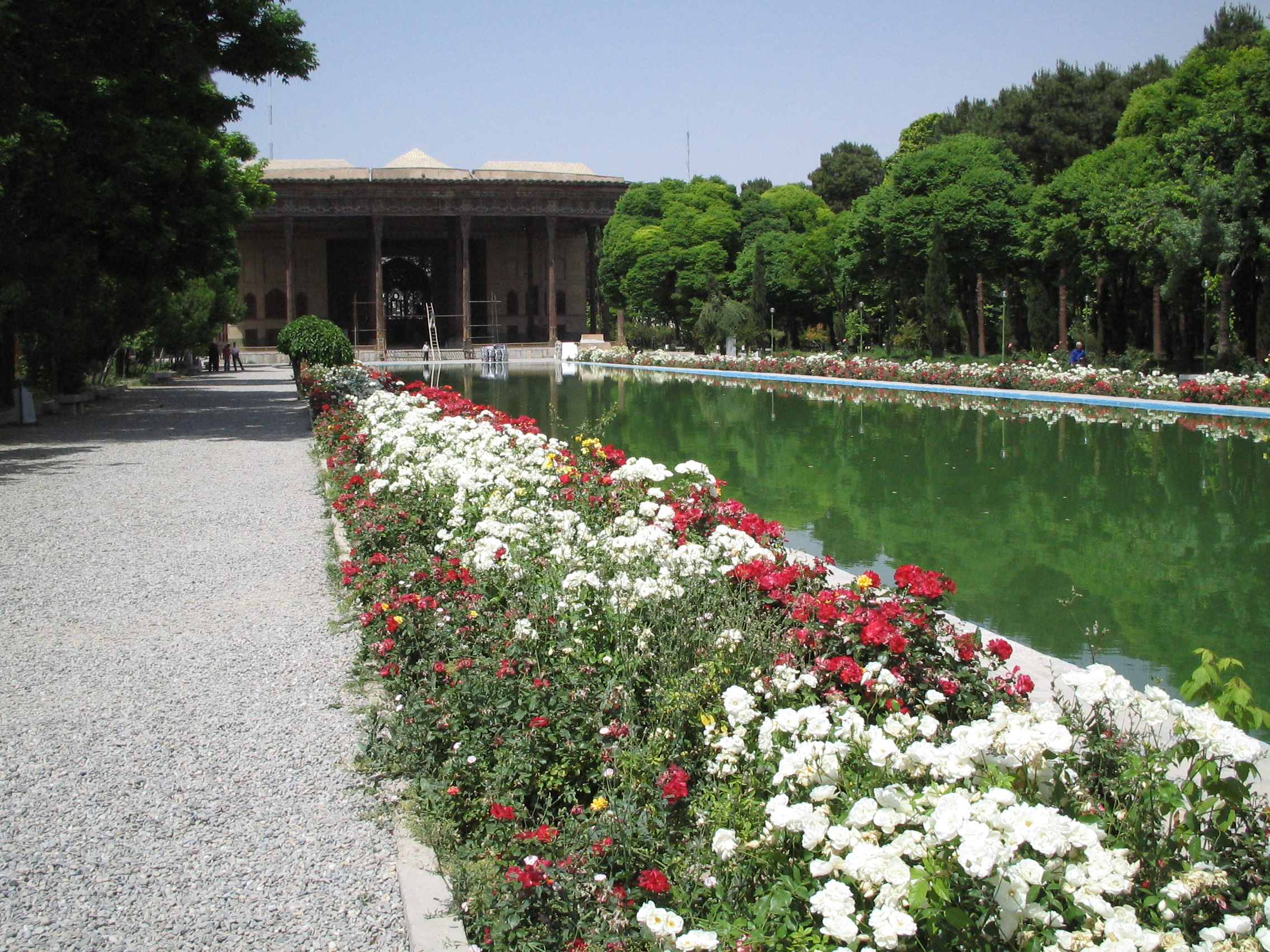
체헬 소툰

체헬 소툰(페르시아어: چهلستون)은 17세기 아바스 2세의 접견실로 지어진 건물로 현재 작은 박물관 안은 도자기와 오래된 동전, 꾸란 등이 전시되고 있다. 내부는 아바스와 우즈벡의 전쟁에 관련된 그림, 인도 무굴 제국의 황제 후마윤과 연회를 즐기는 그림 등이 전시되어 있다. 지붕을 받치고 있는 20개를 합해서 40기둥이라 말하는데 각 기둥은 플라타너스 나무를 통자로 잘라 만들었고 지붕에 사용된 들보도 모두 같은 나무로 제작되었다. 연못 끝에서 바라보는 궁전의 모습이 인상적이다.